# دار شرجب (طور الباحة)

تعديل مصدري - تعديل

دار شرجب هي إحدى قرى عزلة طور الباحة بمديرية طور الباحة التابعة لمحافظة لحج، بلغ تعداد سكانها 28 نسمة حسب تعداد اليمن لعام 2004.